# Musica rock da Vittula
Musica rock da Vittula (titolo originale Populärmusik från Vittula) è un romanzo di formazione di Mikael Niemi, pubblicato per la prima volta in Svezia nel 2000, ed in Italia nel 2002. Racconta il percorso di crescita di due ragazzi, Matti e Niila, a Pajala, piccola cittadina del Norrbotten svedese, estremo nord del paese. Nel romanzo si ritrovano mescolati in maniera spesso indistinguibile elementi che si suppone autobiografici (la narrazione è in prima persona, e Pajala è il luogo di origine dello scrittore) e fantastici.
Il libro, opera prima dell'autore come romanzo, ha vinto il Premio August nel 2000 e venduto più di un milione di copie nella sola Svezia, ed è stato tradotto in 31 paesi. Dal romanzo è stata realizzata una trasposizione cinematografica dalla casa di produzione svedese SF, ma la distribuzione è stata limitata ai paesi nordici ed alla Germania.

## Trama
Il libro si apre con un breve prologo, in cui l'autore racconta una sua pericolosa disavventura al passo di Thorong La in Tibet, e come questo fatto lo abbia portato a ricordare il periodo della sua fanciullezza nel Norrland.
La vita di un bambino del Tornedal svedese, regione scandinava in cui convivono lingue e culture di Svezia e della vicina Finlandia, non offre particolari soddisfazioni, tra la scuola con i suoi obblighi e le esperienze abbastanza frustranti, ed i complicati rapporti sociali che regolano la vita della piccola comunità di Pajala. Ma se si ha la fantasia e l'intraprendenza di Matti e del suo amico Niila, allora tutto diventa possibile, anche in un luogo che sembra offrire solo "un'infinita quantità di zanzare, di imprecazioni finlandesi e di comunisti". Ancora meglio, siamo alla fine degli anni sessanta, e quando anche in questo sperduto angolo di mondo arriva la musica rock, con i primi dischi di Elvis e dei Beatles, i due giovani amici non possono evitare di rimanerne travolti. E dopo i primi goffi tentativi di imitazione con alcuni pezzi di legno sagomati alla buona ed una corda per saltare, e qualche accordo imparato sulle chitarre acustiche prese in prestito, viene il momento di formare una band. Ma con che mezzi? Per fortuna arriva in soccorso un nuovo maestro di musica con poche dita ma molto entusiasmo (e forza sui pedali), e finalmente si può iniziare a fare sul serio. Tra le prime sconcertanti esperienze con l'altro sesso, matrimoni pantagruelici che si trasformano in gare di spacconate e resistenza fisica, lavori estivi poco fortunati e Campionati Comunali di Sbronza che finiscono in modo imprevisto, Matti, Niila, Holgeri ed Erkki possono cominciare a sognare un mondo diverso.
Nell'epilogo, l'autore torna a Pajala, attirato dalla nostalgia, e passa per il cimitero a salutare Niila.

## Personaggi
- Matti. Un bambino molto intraprendente, crescendo in un ambiente ricco di stimoli (non sempre costruttivi) imparerà a sviluppare questo suo talento.
- Niila. Un bambino silenzioso, cresciuto in una famiglia complicata, l'insicurezza sarà la sua compagna perenne.
- Isak. Padre di Niila, uomo di religione senza più fede, severo e violento, raccoglierà quanto seminato.
- Greger. Insegnante di musica venuto dal sud ed asso della bici, darà alla band forma e sostanza.
- Holgeri. La chitarra elettrica è il suo legame col padre scomparso, sa tirarne fuori accordi fantastici, il problema è come farlo stare nella band.
- Erkki. L'entusiasmo non gli manca, la tecnica arriverà. Diventa batterista grazie alla formidabile resistenza all'alcool, ed all'attitudine allo scontro fisico.

## Edizioni italiane
- Mikael Niemi, Musica rock da Vittula, traduzione di Katia De Marco, Iperborea, 2002,  p. 260, ISBN 88-7091-107-1.